# 광주 비엔날레

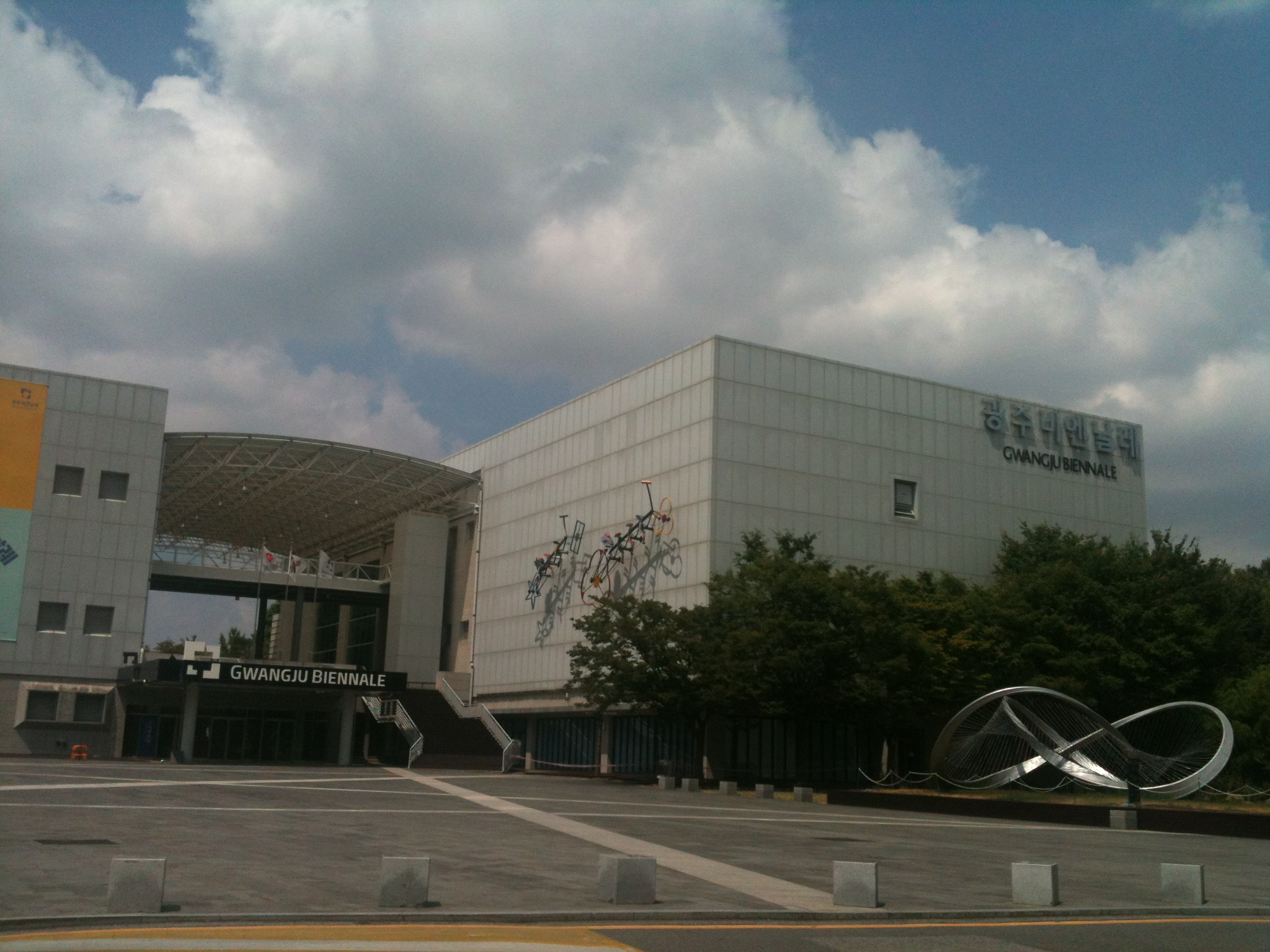
광주 비엔날레 전시관

광주 비엔날레(光州 Biennale)는 대한민국 광주광역시에서 2년에 한 번 열리는 현대설치미술전시회이다. 비엔날레(이탈리아어: Biennale)란 격년제로 열리는 행사를 뜻하는 말이다. 1995년 9월에 제1회 광주 비엔날레가 시작되었으며, 2024년에는 제15회 비엔날레가 개최되었다. 아시아에서 가장 먼저 생긴 비엔날레이다.
2년마다 열리는 국제현대미술제’인 광주비엔날레는 지난 1995년, 광복 50주년과‘미술의 해’를 기념하고 한국 미술문화를 새롭게 도약시키는 한편 광주의 문화예술 전통과 5ㆍ18광주민중항쟁 이후 국제사회 속에 널리 알려지기 시작한 광주 민주정신을 새로운 문화적 가치로 승화시키기 위하여 창설되었다. 창설 취지문에서 밝히고 있듯이 “광주비엔날레는 광주의 민주적 시민정신과 예술적 전통을 바탕으로 건강한 민족정신을 존중하며 지구촌시대 세계화의 일원으로 문화생산의 중심축” 으로서 역할을 모색해 왔다. 아울러 “동/서양의 평등한 역사 창조와 21세기 아시아 문화의 능동적 발아를 위하여, 그리고 태평양시대 문화공동체를 위하여...” 미술이라는 표현형식을 빌어 여러 민족,국가,문화권 간의 문화적 소통의 폭을 넓혀 가고 있다. 따라서 광주비엔날레는 문화도시, 민주도시 광주가 문화발신지가 되어 한국-아시아-세계와 교류를 넓혀 나가는 국제 현대미술의 장이다.
2014년 세계적 권위의 인터넷 미술매체 아트넷(Artnet)이 선정한 ‘세계 20대 비엔날레'에서 베네치아 비엔날레와 카셀 도큐멘타, 미국 뉴욕의 휘트니 비엔날레, 유럽의 순회비엔날레인 마니페스타와 함께 세계 5대 비엔날레에 이름을 올렸다.